# Apatema mediopallidum
Apatema mediopallidum is een vlinder uit de familie dominomotten (Autostichidae). De wetenschappelijke naam is voor het eerst geldig gepubliceerd in 1900 door Thomas de Grey Walsingham.
Deze vlinder komt voor in Zuid-Europa en Noord-Afrika, rondom de Middellandse Zee. De typelocatie is Ajaccio, Corsica. Verdere meldingen van Kreta, Marokko, Spanje en Frankrijk.

## Synoniemen
- Apatema bifasciatum Chrétien, 1922[1]
- Oegoconia phanerodoxa Meyrick, 1926[1]
- Oegogonia proteroclina Meyrick, 1938[1]
- Apatema melitensis Amsel, 1952[1]